# 小行星6447
小行星6447（英語：6447 Terrycole）是一颗围绕太阳公转的小行星。1990年10月14日，埃莉諾·赫琳在帕洛马山发现了此天体。
这颗小行星的绝对星等为156.02469等。